# Abolición del trabajo
La abolición del trabajo o abolición del trabajo asalariado es una reivindicación revolucionaria procedente del marxismo  y del anarquismo que pretende una redistribución de la riqueza que reduzca la desigualdad económica de manera que todos los seres humanos puedan obtener lo suficiente para satisfacer sus necesidades sin la necesidad de desarrollar un trabajo remunerado. Asimismo, se considera necesaria la contribución de todos para el mantenimiento de toda la humanidad en condiciones de dignidad debiendo ser compatible con la reducción del tiempo dedicado a la producción y eliminando la alienación originada por el trabajo en una sociedad poscapitalista.
Algunos de los hitos relacionados con la mejora de las condiciones de trabajo son la abolición de la esclavitud, la abolición de la servidumbre, la jornada laboral de ocho horas, la abolición del trabajo infantil mediante el Convenio sobre la edad mínima para trabajar, así como aquellas regulaciones laborales que defiende la igualdad de la mujer para evitar la diferencia salarial de género.

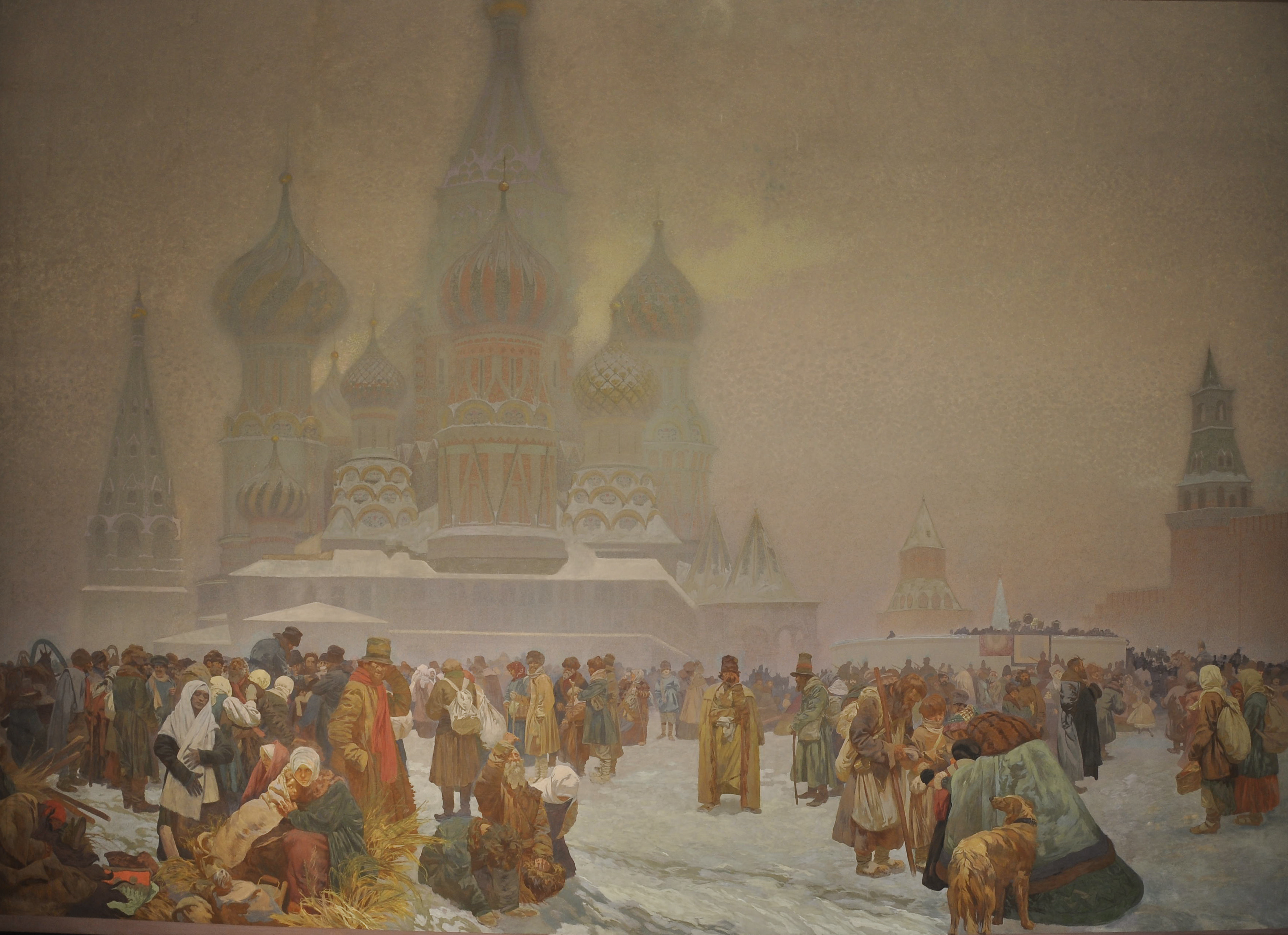
Abolición de la servidumbre en Rusia. Pintura de Alfons Mucha, 1914. El sistema de servidumbre fue eliminado por la Reforma emancipadora de 1861 en Rusia.

## Antecedentes y actualidad
Durante la Revolución Rusa de 1917, el partido bolchevique empleó el argumento marxista de la abolición del trabajo asalariado pero no llegó a abolirlo. La única vez que se llevó a la práctica fue durante la Revolución social española de 1936 y principios de 1937 y solamente en algunas colectividades libertarias españolas.
Desde otras corrientes de pensamiento se han defendido posturas relacionadas con la abolición del trabajo. Así, desde el Catolicismo social, Severino Aznar Embid defendió en su libro la 'abolición del salariado' como manera de acabar con la condición de trabajador dependiente.
La idea sigue siendo defendida por muchos marxistas, anarquistas,  y sindicalistas pero también, en las décadas finales del siglo XX y primeras décadas del siglo XXI, por numerosos estudiosos que, por diferentes razones -automatización, aumento de la productividad, demográficas -alto desempleo estructural-, ecológicas, etcétera-, consideran necesaria e inevitable la reducción del tiempo de trabajo y que, para numerosos colectivos de la población que estarán fuera del mercado de trabajo, será necesaria la institucionalización de una renta básica universal o rentas que permitan la supervivencia con dignidad.

## Abolición del trabajo en el marxismo
Para Karl Marx, el trabajo asalariado, es decir, el alquiler de la fuerza de trabajo del trabajador por parte del capitalista, es un aspecto del modo de producción capitalista. Según Marx, mediante esta realidad se transforma el trabajo en una mercancía y el aumento y desarrollo del trabajo asalariado implica el desarrollo de la relación social capitalista en la sociedad.
Marx elaboró esta noción también para oponerse al desarrollo de la propiedad privada de los medios de producción ya que la consideraba reaccionaria. Para Marx, el comunismo, es decir, la socialización de los medios de producción o dicho de otra manera, hacer que los medios de producción sean un bien común, es una etapa del desarrollo de las sociedades humanas que se dará después capitalismo, mientras que la producción artesanal y a pequeña escala es una etapa anterior. Esto es parte de su argumento contra el anarquista francés Pierre-Joseph Proudhon. Hay tres razones que indica para defender su argumento:
1. La producción privada a pequeña escala no asegura una producción suficiente que permita la abundancia de bienes necesaria para el comunismo.
2. Implica una mentalidad particular, estrecha y patriarcal, ya que se basa en la transmisión familiar de la propiedad.
3. Los fundamentos de los artesanos no son diferentes de los del capitalismo, ya que su supervivencia frente a la competencia implica desarrollarse en forma de empresa capitalista (recurso al crédito, acumulación de capital, contratación de empleados).

### Borrador de un artículo sobre el libro de Friedrich List - 1845
En relación con la abolición del trabajo y la naturaleza inhumana del trabajo, Karl Marx escribió en 1845 lo siguiente:
El “trabajo” es el fundamento viviente de la propiedad privada, es la propiedad privada como fuente creadora de sí misma. La propiedad privada no es otra cosa que el trabajo objetivado. Si se desea lanzar un golpe mortal a la propiedad privada, no se la debe atacar únicamente en tanto que situación social material sino también como una actividad, como trabajo. Entre los mayores malentendidos encontramos el hecho de referirse al trabajo como algo libre, humano y social, a un trabajo sin propiedad privada. El “trabajo”, por su propia naturaleza, es una actividad no libre, inhumana y no social, determinada por la propiedad privada y creadora de propiedad privada. De ahí que la abolición de la propiedad privada se hará realidad únicamente cuando se conciba como la abolición del “trabajo”.

### Salario, precio y ganancia - 1865
En relación con el trabajo asalariado Karl Marx escribió Trabajo asalariado y capital en 1847 y Salario, precio y ganancia, en 1865.
En la obra Salario, precio y ganancia, Marx señala:

Al mismo tiempo, y aun prescindiendo por completo del esclavizamiento general que entraña el sistema de trabajo asalariado, la clase obrera no debe exagerar ante sus propios ojos el resultado final de estas luchas diarias. No debe olvidar que lucha contra los efectos, pero no contra las causas de estos efectos; que lo que hace es contener el movimiento descendente, pero no cambiar su dirección; que aplica paliativos, pero no cura la enfermedad. No debe, por tanto, entregarse  por entero a esta inevitable guerra de guerrillas, continuamente provocada por los abusos incesantes del capital o por las fluctuaciones del mercado. Debe comprender que el sistema actual, aun con todas las miserias que vuelca sobre ella, engendra simultáneamente las condiciones materiales y las formas sociales necesarias para la reconstrucción económica de la sociedad. En vez del lema conservador de: «¡Un salario justo por una jornada de trabajo justa! », deberá inscribir en su bandera esta consigna revolucionaria: «¡Abolición del sistema de trabajo asalariado!».[Karl Marx, Salario, precio y ganancia]

## Abolición del trabajo en el anarquismo
El anarquismo propone la abolición del trabajo en muchas de sus obras emblemáticas. Consideran el trabajo una penitencia y un castigo, donde tiene lugar una disciplina férrea: vigilancia, trabajo repetitivo, control horario, control productivo, etcétera, que aleja al hombre de su condición. Contrarios a la mitificación del trabajo como valor humano lo consideran un crimen y van más allá de la consideración marxista de la extracción de la plusvalía, se oponen al productivismo. Proponen la absoluta libertad, la autonomía, el mutualismo, el apoyo mutuo y el federalismo social, la creatividad y el juego voluntario (Homo ludens) como condición del desarrollo integral humano y como oposición al trabajo productivo. Algunos autores que han tratado el tema de la abolición del trabajo son: Pierre-Joseph Proudhon en su libro de 1840 ¿Qué es la propiedad?;Paul Lafargue en su libro de 1880 El derecho a la pereza; Bob Black en su libro de 1985 La abolición del trabajo.

### La abolición del trabajo - Bob Black 1985
En su libro La abolición del trabajo, Bob Black indica:

El trabajo es la fuente de casi toda la miseria en el mundo. Casi todos los males que puedas mencionar provienen del trabajo, o de vivir en un mundo diseñado para el trabajo. Para dejar de sufrir, tenemos que dejar de trabajar.
Esto no significa que tengamos que dejar de hacer cosas. Significa crear una nueva forma de vivir basada en el juego; en otras palabras, una convivencia lúdica, comensalismo, o tal vez incluso arte. El juego no es sólo el de los niños, con todo y lo valioso que éste es. Pido una aventura colectiva en alegría generalizada y exuberancia libremente interdependiente. El juego no es pasivo. Sin duda necesitamos mucho mas tiempo para la simple pereza y vagancia que el que tenemos ahora, sin importar los ingresos y ocupaciones, pero, una vez recobrados de la fatiga inducida por el trabajo, casi todos nosotros queremos actuar. El Oblomovismo y el Estajanovismo son dos lados de la misma moneda despreciada.
La vida lúdica es totalmente incompatible con la realidad existente (... )
Podría haber un movimiento hacia un rechazo consciente y no solo visceral del trabajo. Y sin embargo, el sentimiento prevalente, universal entre los patronos y sus agentes, y muy extendida entre los trabajadores mismos, es que el trabajo mismo es inevitable y necesario. 

Yo discrepo. Ahora es posible abolir el trabajo y reemplazarlo, hasta donde sirve a propósitos útiles, con una multitud de nuevos tipos de actividades libres. Abolir el trabajo requiere ir hacia él desde dos direcciones, cuantitativa y cualitativa. Por el lado cuantitativo, hemos de recortar masivamente la cantidad de trabajo que se hace. En la actualidad, la mayor parte del trabajo es inútil o peor, y deberíamos deshacernos de él. Por el lado cualitativo -y pienso que esta es la base del asunto, y el punto de partida nuevo y revolucionario- hemos de tomar el trabajo útil que queda y transformarlo en una agradable variedad de pasatiempos parecidos al juego y la artesanía, que no se puedan distinguir de otros pasatiempos placenteros, excepto que sucede que generan productos útiles. Sin duda eso no los hará menos estimulantes. Entonces, todas las barreras artificiales del poder y la propiedad se vendrían abajo. La creación se convertiría en recreación. Y podríamos dejar de vivir temerosos los unos de los otros.

## Abolición del salariado en el catolicismo social
Severino Aznar Embid a lo largo de todas sus obras desarrolla el pensamiento del Catolicismo social que pretende, entre otras atribuciones, difundir el catolicismo entre todos los sectores sociales para que sea posible un mejor entendimiento y resolución de los problemas sociales. A la vez considera que si ese ideal es difícil de conseguir hay que buscar soluciones sociales que resuelvan los distintos problemas. 

### Abolición del salariado - Severino Aznar - 1921
En su libro de 1921 Abolición del salariado, defiende, con el objeto de eliminar la lucha de clases, que el trabajador se haga propietario para lo que propone el cooperativismo como la mejor solución que puede ser articulada de diferentes formas.

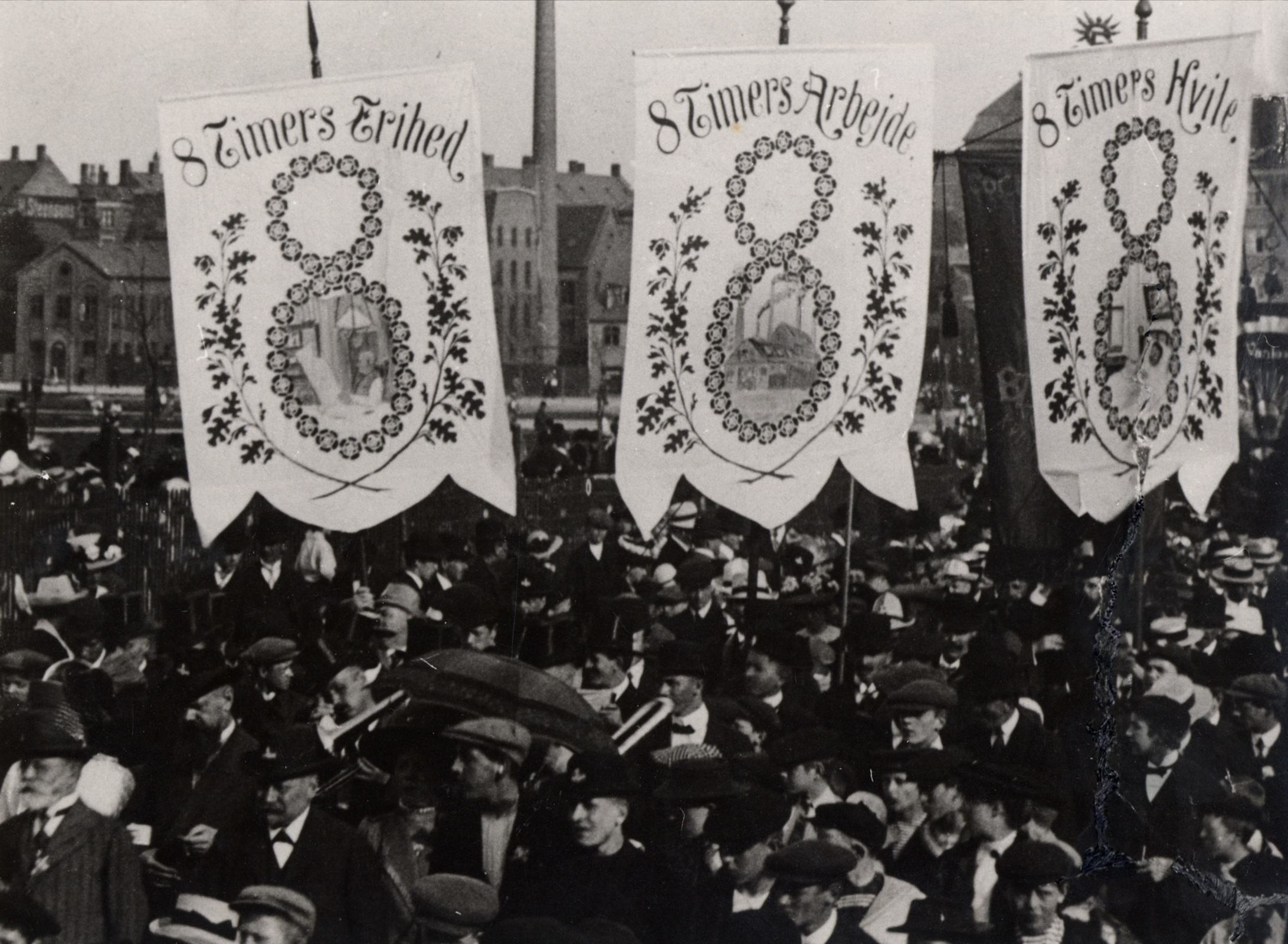
Manifestación por la jornada de 8 horas en Dinamarca, 1912.

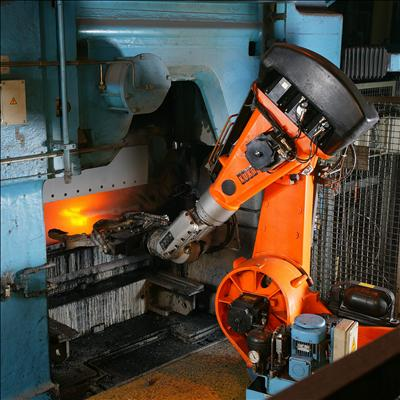
Proceso de automatización en la industria de la fundición: robot con brazo soldador. La automatización y mecanización aumenta la productividad y aunque genera nuevos puestos de trabajo para la construcción de las nuevas herrmaientas-máquinas y robots, también reduce el número de trabajadores totales en toda la cadena de producción.

## Reducción del tiempo de trabajo
La respuesta radical y teórica de la abolición del trabajo que se defiende desde el marxismo y el anarquismo tiene una propuesta, defendida también desde posiciones marxistas, anarcosindicalistas, socialdemócratas y también desde posiciones ideológicas más liberales, considerada más realista en el contexto del capitalismo, que es la reducción del tiempo de trabajo con el objetivo de aminorar los perjuicios del exceso de tiempo de trabajo y la alienación, así como favorecer la conciliación de la vida familiar y laboral y la mejora del ocio personal; indicadores que se consideran favorables a una mejor calidad de vida y mayor bienestar social. 
Las revoluciones, revueltas y huelgas del movimiento obrero lograron, entre el siglo XIX y el XX la implantación de la jornada de ocho horas con muy diferente aplicación según los países.

### Semana laboral de 32 horas - 4 días laborales
Las nuevas demandas, en las décadas finales del siglo XX y primeras del siglo XXI, giran alrededor de la instauración de la semana laboral de 4 días (Four-day workweek) con un jornada diaria de 8 horas, es decir un horario semanal de 32 horas laborales.
Existen numerosas propuestas y experiencias en este sentido. En 2013, en España, ante el aumento del desempleo por encima del 25% y la prolongación de la crisis económica española de 2008-2013 el político socialista Alfonso Guerra defendió la jornada de 32 horas en cuatro días como forma de impulsar el empleo. El sindicato más importante de Alemania, IG Metall, reclama la semana laboral de 28 horas (4 días laborables de 7 horas) para los trabajadores por turnos y aquellos al cuidado de terceros. En 2018 la empresa Perpetual Guardian de Nueva Zelanda probó la semana de 4 días y la adoptó para siempre al comprobar la mejora en la productividad Ese mismo año el sindicado español Unión General de Trabajadores (UGT) propuso reducir la semana laboral a cuatro días con el mismo salario para hacer frente a la automatización. La Generalidad Valenciana incluyó en los Presupuestos de 2021 una partida destinada a subvencionar a empresas que reduzcan la jornada laboral a cuatro días o 32 horas semanales de trabajo sin que ello comporte una reducción de sueldo para sus trabajadores. La empresa de Jaén Software DelSol mantiene una jornada de 36 horas en invierno y 28 horas en verano. En España, hasta 250 empresas ensayarán la reducción de la jornada laboral o el trabajo durante cuatro días semanales. Durante 2021 la empresa Unilever probará en Nueva Zelanda la semana laboral de cuatro días con el 100% del salario. La primera ministra de Nueva Zelanda, Jacinda Ardern, propueso a los empresarios la implantación de la semana laboral de cuatro días para fomentar el turismo interno y potenciar la economía.